# غازهای آند
غازهای آند (نام علمی: Neochen) نام یک سرده از تیره مرغابیان است.
دو گونه در این سرده قرار می‌گیرد:
- غاز اورینوکو،  Neochen jubata
- غاز آندی،  Neochen melanoptera